# Beeranahallikaval, Hunsur
Beeranahallikaval là một làng thuộc tehsil Hunsur, huyện Mysore, bang Karnataka, Ấn Độ.